# Perisoreus internigrans
Perisoreus internigrans là một loài chim trong họ Corvidae.